# Големанов (филм, 2004)
„Големанов“ е български игрален филм от 2004 година на режисьора Мариус Куркински, по сценарий на Кирил Илинчев.

## Актьорски състав
- Христо Мутафчиев
- Светлана Бонин
- Ива Динчева
- Александър Димов
- Илка Зафирова
- Петър Калчев
- Светлана Янчева
- Иван Петрушинов
- Емил Котев
- Владимир Пенев
- Василена Атанасова
- Димитър Димитров
- Продан Нончев
- Мая Драгоманска
- Стефан Илиев